# Ezel
Ezel este un serial turcesc thriller polițist care a avut premiera in Turcia în data de 28 septembrie 2009, difuzat de postul de televiziune TV Show. În 2010 a fost transferat pe ATV. De atunci, a câștigat o bază de fani considerabil mare în Turcia. Serialul are în distribuție pe Kenan İmirzalıoğlu, Cansu Dere și Yiğit Özșener ca actori principali. Deși acțiunea are loc în Istanbulul modern, filmări au avut loc și în Cipru de Nord, Croația, Anglia și Bosnia și Herțegovina. Seria este o adaptare a romanului din 1844 al lui Alexandre Dumas, Contele de Monte Cristo. A primit numeroase premii, pentru cel mai bun serial dramatic, scenariu original dar și pentru coloana sonoră.
În România, serialul a avut premiera un an mai târziu, în data de 22 septembrie 2010, fiind difuzat de Kanal D.

## Ideea serialului
Trădat de prietenii săi de încredere și de femeia pe care a iubit-o, Ömer Uçar se întoarce ca Ezel pentru a-și impune răzbunarea.

## Povestea
Ömer Uçar (Ismail Filiz) era un tânăr care lucra ca ucenic la un atelier de reparații și trăia o viață modestă împreună cu familia sa. Tatăl său, Mumtaz, lucra ca tâmplar și era onoarea familiei, trăind toată viața sa cinstit. Mama lui, Meliha Ucar, avea deficiențe de vedere, dar, în ciuda acestui fapt, era foarte puternică. Omer avea încredere foarte mare în prietenii săi, Ali Cleste (Barıș Falay) și Cenghis Atay (Yiğit Özșener), dar și în persoana iubită, Eysan (Cansu Dere).  Ömer lucra cu Ali ca mecanic auto.
În 1997, Ömer se întoarce din armată cu gândul de a se însura cu Eysan și de a trăi liniștit toată viața. Visul lui Cengiz era să devină un om bogat și influent. Acesta își găsește un loc de muncă la un cazinou. Tatăl lui Eysan, Serdar Tezcan (Salih Kalyon), are un plan de a deveni bogat, iar planul consta într-un jaf al cazinoului în care Cengiz lucra. Pentru acest plan el are nevoie de patru persoane. Prima persoană este Cengiz, care făcea rost de informații, fiind cârtița și care lucra la casino pentru a avea acces; a doua persoana era Ali, care era în stare să facă și crimă, Ömer ar fi reprezentat cea de-a treia persoana - acesta fiind acuzat pe nedrept. Iar Eysan, escroaca pricepută care manipulează bărbații pentru banii lor ca o carieră, fiind a patra persoană - care ar depune mărturie că Ömer ar fi autorul jafului. În cele din urmă, Ömer este arestat pe nedrept. Este învinuit pentru jaf prin plantarea de probe false, inducerea în eroare a poliției și încetarea tuturor celorlalte investigații în această chestiune. Motivul principal al lui Serdar au fost banii, deși dragostea lui pentru escroacă a jucat și ea un rol. Motivele lui Eyșan, Cengiz și Ali vor fi dezvăluite mai târziu în serial.
Ali și Cengiz la acea vreme credeau că Ömer va primi doar câțiva ani de închisoare pentru că a furat banii; cu toate acestea, jaful a mers prost și Ali a trebuit să împuște și să omoare pe paznicul. Aceeași armă care a fost folosită în jaf a fost îndreptată spre Ömer de Cengiz cu doar câteva zile înainte de crimă. După ce a băut prea multe băuturi, Cengiz, în stare de ebrietate și purtând mănuși, îndreaptă pistolul spre Ömer, după care acesta reușește să-i ia arma lui Cengiz doar pentru a-și lăsa amprentele pe armă, pecetluindu-i soarta. O dovadă suplimentară care să-l implice pe Ömer în crimă este o jachetă pe care a purtat-o anterior și care a fost aruncată cu pistolul, asigurând poliției o arestare rapidă.
În 1997, când Ömer a fost acuzat de crimă, comisarul (Mesut Akusta) s-a dus la celula închisorii în care Ömer a fost acolo pentru câteva ore. În timp ce comisarul șef se afla în interiorul celulei, el a continuat să se intereseze de unde se aflau banii, deși Ömer a negat că a făcut jaful. Din cauza lipsei de cooperare, Ömer a fost bătut ore întregi. Ulterior, în timpul procesului lui Ömer, judecătorul a arătat imaginea armei crimei folosite în jaf, o armă și o imagine a unei haine similare. Deși Ömer încă insista că este nevinovat, un martor a fost chemat la tribună. S-a dezvăluit că acel martor este Eyșan, care a mărturisit în mod fals că Ömer a fost cel care a jefuit cazinoul și l-a ucis pe agentul de securitate.
Mărturia lui Eyșan a fost de a restabili dovezile și acuzațiile, cimentând trădarea ei. Planul a funcționat cu succes și în tot acest timp Ali, Cengiz, Serdar și Eyșan au scăpat cu crimă și cu milioane de dolari. Ömer a ajuns la închisoare pentru crima pe care nu a comis-o, a doua zi după ce a cerut-o în căsătorie pe Eyșan. În închisoare Ömer este chinuit, bătut aproape zilnic de către directorul șef al închisorii, care era convins că Ömer chiar a comis crima și dorea să știe unde se aflau exact banii și obligat să spună adevărul ani la rând. Și familia lui a fost amenințată, așa că ura lui față de vechii săi prieteni a crescut pentru ceea ce i-au făcut. Acesta îl cunoaște pe Ramiz Karaeski (numit unchiul Ramiz, interpretat de Tuncel Kurtiz), cândva o figură puternică de tip mafiot care l-a tratat pe Ömer ca pe unul dintre fiii săi și i-a oferit o oarecare protecție în timp ce era închis, căruia i se confesează. 
În 2005, după 8 ani de la jaf, în închisoare are loc un incendiu, în acest timp Ömer este tăiat pe față de către directorul șef împreună cu alți doi gardieni, folosind o revoltă din închisoare ca scuză pentru a-l bate pe Ömer, astfel încât să spună unde sunt banii, dar în cele din urmă scapă. Ömer se preface că îi spune, astfel încât, atunci când gardianul șef i-a trimis pe ceilalți gardieni afară, o luptă până la moarte are loc și directorul șef este ucis. Cu ajutorul lui Ramiz, s-a făcut cunoscut că Ömer a murit dar fața lui era de nerecunoscut, când de fapt Ömer a scăpat din închisoare și a suferit o operație plastică completă. Ömer Uçar își schimbă apoi numele în Ezel Bayraktar (însemnând „eternitate” în turcă) (noul actor, Kenan İmirzalıoğlu) și se întoarce să se răzbune, necunoscut prietenilor săi anteriori, pe Eyșan și Cengiz (care acum sunt căsătoriți și au un fiu) și pe Ali (care este șeful securității la hotelul lui Cengiz) Băiatul cândva simplu devine un om excepțional de priceput la jocuri de noroc, citit oameni și lupte și are o clasă considerabil înaltă în societate. El este ajutat de asistenții săi Kamil (Güray Kip) și Sebnem (Bade İșçil), precum și de mentorul său de închisoare Ramiz Karaeski.
Motivul lui Eyșan pentru a-i înscena lui Ömer totul a fost să-i salveze viața surorii ei Bahar. Serdar îi explică lui Eyșan că Bahar era bolnavă în stadiu terminal și ar avea nevoie de tratament costisitor în afara țării, la unități medicale mai bune, cum ar fi în Anglia. Banii ar fi singura modalitate de a plăti pentru acel tratament. O Eyșan sfâșiată de durere a ales în cele din urmă să-și trimită dragostea la ceea ce credea că va fi o pedeapsă scurtă de închisoare în schimbul recuperării surorii ei. Cengiz a fost de acord cu planul pentru că s-a îndrăgostit de Eyșan în momentul în care a văzut-o și ar face orice i-ar fi cerut ea. În plus, Cengiz s-a gândit că, cu Ömer în închisoare, va avea o cale clară pentru a-i câștiga inima lui Eyșan.
Motivul lui Ali a fost marele mister. La fel ca Eyșan, a regretat foarte mult că l-a trimis pe Ömer la închisoare, iar mult mai târziu, în serial, s-a dezvăluit că a făcut-o doar la îndemnul lui Eyșan. Ea i-a reamintit că propriul tată al lui Ali a intrat la închisoare cu ani mai înainte, luând vina pentru împușcarea accidentală a unui băiat pe când Ali era adolescent. Tatăl lui Ali l-a făcut pe fiul său să-i promită „că va deveni un om mare”, așa că Ali și-a dat seama că timpul i se duce, iar jaful cazinoului îi va oferi banii și puterea care i-ar fi îndeplinit promisiunea față de tatăl său.
Pe măsură ce primul sezon se termină, Ömer, acum Ezel, le dezvăluie în cele din urmă identitatea foștilor săi prieteni, după ce crede că i-a pedepsit suficient. Un al doilea complot vine însă în prim plan și se împletește cu primul. Apare un nou ticălos, mai puternic decât Ramiz din punct de vedere al legăturilor, considerat cel mai puternic om din Turcia, de fapt: Kenan Birkan. Se pare că Ramiz și Kenan erau cei mai buni prieteni cu 30 de ani mai devreme, despărțiți amarnic de interesul lor amoros comun, Selma. De asemenea, este dezvăluit că, deși Ramiz îl iubește cu adevărat pe Ömer/Ezel ca pe un fiu, o parte din motivul pentru care l-a avut în grijă a fost să creeze un bărbat bun și de încredere, o mână dreaptă, care să-l ajute să se lupte cu Kenan.
Pe măsură ce cel de-al doilea și ultimul sezon ajunge la o concluzie finală, complotul se mișcă într-un ritm furios, cu personajele principale ucise în aproape fiecare episod. În episodul final (71), singurii care supraviețuiesc sunt Ezel, Eyșan, fiul lor tânăr, mama și tatăl lui Ezel, Ali, soția lui (fiica lui Ramiz) Azad, băiețelul lor Tevfik alias „Tefo” (numit după mâna dreaptă decedată și prieten drag al lui Ali), Bade (scurt interes amoros al lui Ezel) și Sebnem, văduva lui Tevfik. Ezel (Ömer) și Eyșan și-au recăpătat dragostea, dar un Cengiz nebun de gelos o violează pe Eyșan și aproape o ucide, informând poliția că Ezel a făcut asta. În timp ce zace în spital în stare critică, Eyșan dezvăluie că Cengiz, nu Ezel, i-a făcut totul. Între timp, Ezel și Ali îl ajung din urmă pe Cengiz la un far și îl ucid. Ezel se întoarce apoi la spital unde medicii îi spun că lui Eyșan mai are doar câteva ore de trăit. Ea vrea să moară în brațele lui Ömer.
Într-o concluzie vagă și destul de metafizică, Ezel și Eyșan merg într-un tren, în timp ce ochii lui Eyșan se închid și se pare că ea a murit. Ezel bea apoi niște lichid dintr-un inel pe care Ramiz i-l dăduse cu instrucțiuni să nu „purtați inelul” (adică să bea din el) decât dacă era pregătit pentru o nouă viață. Ochii lui Ezel se închid și îi spune lui Eyșan că vine să fie cu ea și că Bahar (care fusese ucisă mult mai devreme în serie) îi așteaptă și ea. Camera vizualizează alți pasageri din tren, prietenii iubiți și familia lui Ömer și Eyșan care fuseseră uciși, inclusiv Ramiz, Bahar și fratele mai mic al lui Ezel, Mert.
În scena finală, un tânăr pe o motocicletă oprește la far și îi spune gardianului „Sunt aici să-mi văd tatăl”. Când i se cere să se legitimeze, tânărul dezvăluie că este fiul lui Ömer. Pe măsură ce se apropie de ușă, camera arată silueta unui bărbat care deschide ușa și face un gest de parcă ar fi vrut să se scarpine în cap, la fel ca obișnuia Ömer/Ezel. Publicul rămâne să se întrebe ce s-a întâmplat cu adevărat: dacă acesta este Ezel, dacă a murit în acel tren cu Eyșan sau dacă a trăit. ȘI dacă acel lichid din inel era otravă sau nu. Și dacă scena trenului, de fapt, a fost reală sau imaginată. Toate acestea lăsa larg deschisă posibilitatea unui al treilea sezon, chiar dacă majoritatea personajelor au fost ucise.

## Distribuție
| Actori FOX tv HD diziler oyuncuları 2009-2011 + 26 decembrie 2023 | Anul                                   |
| ----------------------------------------------------------------- | -------------------------------------- |
| Deniz Baysal                                                      | 2011                                   |
| Tuğba Melis Türk                                                  | 2009                                   |
| Ezgi Bozkurt                                                      | 2009                                   |
| Sümeyra Koç                                                       | 2011                                   |
| Gülçin Güvenç                                                     | 2009                                   |
| Baris Falay                                                       | „Kerpeten” Ali kirghiz                 |
| Seda Bakan                                                        | 2009                                   |
| Tuğçe Koçak                                                       | 2011                                   |
| İpek Karapınar                                                    | 2011                                   |
| Tuğra Kaftancıoğlu                                                | 2011                                   |
| Bülent Seyran                                                     | 2009                                   |
| Burak Sağyaşar                                                    | 2009                                   |
| Nilgün Sağyaşar                                                   | 2011                                   |
| Betül Yağsağan                                                    | 2009                                   |
| Gülden Dudarık                                                    | 2011                                   |
| Gül Onat                                                          | 2011                                   |
| Begüm Günceler                                                    | 2009                                   |
| Utku Barıș Serma                                                  | Can Atay / Can Uçar (Bayraktar/Tezcan) |
| Riza Kocaoglu                                                     | Temmuz Kocaoğlu                        |
| Kivanc Tatlitug                                                   | Sekiz Karaeski                         |
| Berrak Tuzunatac                                                  | Bade Uysal                             |
| Nurhan Ozenen                                                     | Selma Hünel                            |
| Levent Can                                                        | Kaya                                   |
| Bengu Benian                                                      | Nukhet Ozbag                           |

## Premii[1]
| An   | Categorie                                 | Câștigător         | Adjudecare                                |
| ---- | ----------------------------------------- | ------------------ | ----------------------------------------- |
| 2010 | Cel mai bun serial turcesc                | Ezel               | Premiile Fluturele de Aur                 |
| 2010 | Cel mai bun actor                         | Kenan imirzalıoğlu | Premiile Fluturele de Aur                 |
| 2010 | Cel mai bun serial al anului              | Ezel               | Universitatea Galatasaray                 |
| 2010 | Cel mai bun actor                         | Kenan imirzalıoğlu | Universitatea Galatasaray                 |
| 2010 | Cel mai bun serial al anului              | Ezel               | Universitatea Bahcesehir                  |
| 2010 | Cel mai bun serial al anului              | Ezel               | Universitatea Tehnică Yildiz              |
| 2010 | Cel mai bun serial al anului              | Ezel               | Universitatea Tehnică din Istanbul        |
| 2010 | Cel mai bun serial al anului              | Ezel               | Asociația Kabatașlilar                    |
| 2010 | Cel mai bun serial al anului              | Ezel               | Colegiul Special Zodiac                   |
| 2010 | Cel mai bun format scenariu               | Ezel               | Premiile Format C21/FRAPA                 |
| 2012 | Premiul special pentru cea mai bună dramă | Ezel               | Premiile internaționale de dramă din Seul |

## Ezel în alte limbi
Ezel a fost tradus și difuzat pe canale străine, în special în:
- Albania pe RTV Klan în 2011
- Argentina pe Telefe din 11 mai 2015
- Azerbaidjan pe ARB din 20 septembrie 2020
- Bangladesh pe Deepto TV din 13 noiembrie 2018
- Bosnia și Herțegovina pe BHRT în 2011
- Brazilia pe Rede Bandeirantes în 2016
- Bulgaria pe Nova TV în 2012
- Chile pe Mega în 2014
- Columbia pe Caracol Televisión în 2015
- Croația pe RTL Televizija în 2011, 2012
- Cehia pe Prima Love în 2011
- Grecia pe ANT1 TV în 2011
- Ungaria pe RTL Klub în 2011
- Iran pe Gem TV în 2010 și Gem Classic în 2011
- Irak pe Kurdsat în 2016 și 2017
- Israel pe Viva Plus
- Kazahstan pe Habar în 2011
- Kosovo pe RTV21 în 2013
- Lituania pe LNK în 2013–2014
- Maroc pe 2M
- Macedonia de Nord pe Sitel TV în 2011
- Pakistan pe Geo Kahani în 2013
- Peru pe Latina în 2015
- România pe Kanal D Romania în 2010–2011
- Arabia Saudită pe MBC4 în 2012
- Serbia pe Prva din 18 iunie 2012 până în 14 octombrie 2012
- Slovacia pe TV Doma din 10 April 2012 până în 3 decembrie 2012
- Spania pe Nova (Spain TV channel) 2018
- Sri Lanka pe Swarnavahini ca Wes în 2018, o adaptare a Contelui de Monte-Cristo și influențată de Ezel
- Tunisia pe Nessma TV 2019
- Emiratele Arabe Unite pe Abu Dhabi Al Oula în 2010
- Statele Unite ale Americii pe Netflix

Serialul a fost difuzat în peste 100 de țări.

## Adaptări
Principalul canal TV din Armenia, Shant TV, a achiziționat drepturile de scenariu ale serialului și a produs propriul serial TV cu actori și actrițe locali care seamănă cu colegii lor turci. Producătorii armeni au ascuns faptul că spectacolul a fost inițial o producție turcească, temându-se de protestele publicului armean.
Serialul a fost adaptat și de postul românesc Pro TV, sub titlul de Vlad.